# Tu quoque
Tu quoque ("tu também") ou falácia do apelo à hipocrisia é uma falácia informal que visa desacreditar o adversário, não rebatendo seu argumento mas atacando suas ações passadas, como sendo contrárias ao seu próprio argumento, de modo que o oponente pareça hipócrita. Essa falácia é um tipo especial de ataque ad hominem. Ou seja, usam-se os erros passados, cometidos pelo oponente, para desconsiderar o argumento apresentado, deixando de lado a discussão do argumento em si .

## Estrutura lógica
O "argumento" da tu quoque segue o padrão:
1. A pessoa A afirma que X é algo errado.
2. A pessoa B rebate A dizendo que A já achou X certo um dia ou nunca se manifestou contra.
3. Portanto, A está errado.

## Exemplos
Pessoa A afirma: "Não acredito que você está comendo doces... Doces provocam cáries"!
Pessoa B responde: "Você sempre comeu doces".
Pessoa A: "Olha o que o político que você votou fez... Fechou hospitais!"
Pessoa B: "O político em que você votou, e que nos governou antes desse, também fechou um hospital".
Pessoa A: "Precisamos tomar medidas pela segurança do condomínio".
Pessoa B: "Olha quem fala, nunca se importou com isso antes".